# Episodi di Lincoln Rhyme - Caccia al collezionista di ossa
La prima ed unica stagione della serie televisiva Lincoln Rhyme - Caccia al collezionista di ossa, composta da 10 episodi, è stata trasmessa sulla rete NBC dal 10 gennaio al 13 marzo 2020. Il primo episodio è stato pubblicato in anteprima su nbc.com, l'app NBC e Hulu il 1º gennaio 2020.
In Italia è andata in onda dal 25 agosto al 7 settembre 2020 su Italia 1 in prima serata.
| N° | Titolo originale     | Titolo italiano            | Prima TV USA                          | Prima TV Italia   |
| -- | -------------------- | -------------------------- | ------------------------------------- | ----------------- |
| 1  | Pilot                | La caccia è aperta         | 1º gennaio 2020 10 gennaio 2020 (NBC) | 25 agosto 2020    |
| 2  | God Complex          | Delirio di onnipotenza     | 17 gennaio 2020                       | 25 agosto 2020    |
| 3  | Russian Roulette     | Russian roulette           | 31 gennaio 2020                       | 25 agosto 2020    |
| 4  | What Lies Beneath    | La fabbrica dei corpi      | 7 febbraio 2020                       | 1º settembre 2020 |
| 5  | Game On              | Le regole del gioco        | 14 febbraio 2020                      | 1º settembre 2020 |
| 6  | Til Death Do Us Part | Finché morte non ci separi | 21 febbraio 2020                      | 1º settembre 2020 |
| 7  | Requiem              | Requiem                    | 28 febbraio 2020                      | 7 settembre 2020  |
| 8  | Original Sin         | Peccato originale          | 6 marzo 2020                          | 7 settembre 2020  |
| 9  | Open Warfare         | Guerra aperta              | 13 marzo 2020                         | 7 settembre 2020  |
| 10 | Mano a Mano          | La sfida continua          | 13 marzo 2020                         | 7 settembre 2020  |

## La caccia è aperta
- Titolo originale: Pilot
- Diretto da: Seth Gordon
- Scritto da: VJ Boyd e Mark Bianculli

Durante la pattuglia, l'agente della polizia di New York Amelia Sachs si imbatte in una vittima lasciata da un famigerato serial killer noto come "Il Collezionista di ossa", che la porta all'attenzione di Lincoln Rhyme, un geniale detective in pensione rimasto paralizzato dal collo in giù mentre cercava di catturarlo tre anni prima. L'ex socio di Lincoln, Sellitto, lo chiama per consultarlo sul caso e Lincoln insiste affinché Amelia indossi un'attrezzatura speciale che gli consentirà di comunicare e vedere tutto ciò che vede lei, poiché si fida che lei lo ascolterà. Una seconda vittima viene salvata solo pochi secondi prima della morte e l'intuizione di Amelia fornisce alla squadra una pista che rivela che l'assassino non è il vero Collezionista di ossa, ma solo un imitatore che vuole la stessa gloria dell'originale. Il falso Collezionista rapisce la sorella di Amelia, Rachel, e la mette in una trappola per annegare prima di suicidarsi per mano della polizia. Lincoln usa le sue intuizioni per determinare la posizione della trappola e Rachel viene salvata. In seguito, Lincoln fa un accordo per tornare alla polizia di New York come consulente civile, con Amelia come suo collegamento. Il vero Collezionista di Ossa, a conoscenza dell'esistenza dell'imitatore, prepara un "dono" da inviare a Lincoln.

## Delirio di onnipotenza
- Titolo originale: God Complex
- Diretto da: Melanie Mayron
- Scritto da: Jon Cowan e Barry O'Brien

Un serial killer, noto come "L'Ira degli Dei", commette un omicidio a New York; Lincoln spiega che l'assassino è ossessionato dalla mitologia greca e prende di mira le vittime in base alla loro somiglianza con figure mitologiche come Icaro e Orfeo. La squadra trova una potenziale pista in David Fleming, un musicista la cui madre è stata la prima vittima del killer un decennio prima. Tuttavia, David dice ad Amelia che a causa del trauma di aver visto sua madre uccisa, non ricorda nulla. Un'altra vittima muore e Amelia inizia a scontrarsi con Lincoln per il suo stile di leadership aggressivo e arrogante. In risposta, Sellitto le consiglia di non irritarsi così facilmente con lui. La squadra identifica due potenziali sospettati: un pittore di nome Calder e la sua vecchia istruttrice, la professoressa Irene Antoni. Lincoln suggerisce che Calder, infatuato dagli insegnamenti di Antoni contro la corruzione della società, sia diventato L'Ira degli Dei. Amelia gli impedisce di uccidere la fidanzata di David, Ally, e Antoni viene arrestato mentre Calder viene ucciso nella colluttazione. Amelia e Lincoln ricevono entrambi ossa umane per posta e scoprono che il Collezionista di ossa è tornato.

## Russian roulette
- Titolo originale: Russian Roulette
- Diretto da: Jono Oliver
- Scritto da: Moira Kirland

La squadra indaga su un omicidio per il quale non c'è un corpo, solo un piccolo ciondolo a forma di "L". Sellitto lo riconosce come appartenente a Lucy Arthur, una ragazza rapita cinque anni prima che era stata data per morta dopo che non era riuscita a trovarla. Quando la polizia cerca indizi nel piccolo quartiere russo confinante con la scena del crimine, tuttavia, incontra ostilità, testimoni poco collaborativi e la distruzione fisica delle prove. Sospettando una copertura, Lincoln usa un piccolo pezzo di prova per condurli a una tomba improvvisata occupata da Max Sobirov, uno scalpellino locale. Perquisendo il suo appartamento, Amelia trova la prova che Sobirov ha rapito diverse ragazze adolescenti, tra cui Lucy. La verità emerge: i residenti locali hanno scoperto i crimini di Sobirov e lo hanno ucciso loro stessi, ma non erano a conoscenza dell'esistenza di Lucy. Con il tempo che stringe, Lincoln mette insieme un elenco dei cimiteri in cui lavorava Sobirov e li fa perquisire tutti. Lucy viene trovata chiusa in una cripta nascosta e Sellitto la riunisce ai suoi genitori. Ignorando il consiglio di Lincoln, Amelia sceglie di non raccontare a Rachel del Collezionista di Ossa.

## La fabbrica dei corpi
- Titolo originale: What Lies Beneath
- Diretto da: Ruba Nadda
- Scritto da: Jeffrey Richards

Un adolescente viene ucciso vicino a un campo di analisi forense di un college. Il fratello della vittima, Ben, incolpa il patrigno, ma non viene trovato nulla che lo colleghi direttamente all'omicidio. Quando Sellito e Amelia indagano ulteriormente, tuttavia, trovano una potenziale nuova pista: il medico legale che ha maneggiato il corpo dell'adolescente, il dottor Arthur Wasden, ha anche eseguito un'autopsia sulla sua defunta madre, presumibilmente morta per un difetto cardiaco. Lincoln dimostra il contrario stabilendo che è stata avvelenata con l'arsenico. Amelia visita la casa della vittima, dove incontra un'amica di famiglia, Melissa, e la provoca a commettere un'aggressione dopo aver correttamente dedotto che era lei l'avvelenatrice. Ben va a uccidere il dottor Wasden con una pistola rubata; Amelia lo convince e Wasden e Melissa vengono arrestati e confessano di aver ucciso entrambe le vittime per nascondere le prove di appropriazione indebita dalla scuola. Lincoln compie un passo importante nella sua riabilitazione quando accetta un'offerta per giocare una partita amichevole a scacchi, lasciando il suo appartamento per la prima volta da quando è stato ferito. Felix lo informa che, in base ai dati del cellulare, ha la prova che il Collezionista di Ossa è tornato a New York.

## Le regole del gioco
- Titolo originale: Game On
- Diretto da: Gary Fleder
- Scritto da: Lauren Greer

Il Collezionista di Ossa commette il primo dei tre omicidi uccidendo l'ex professore universitario di Lincoln. Lincoln dichiara che il gioco è iniziato e spiega ad Amelia come riconoscere i tre indizi distinti che il Collezionista lascia sempre. Questo li porta sulla scena del secondo omicidio; furioso per non essere riuscito a salvare due vittime, Lincoln si lancia in una discussione accesa con Amelia su come procedere, lo stress della quale innesca un evento simile a una crisi epilettica che lo rende temporaneamente inabile. Claire spiega che a causa della sua grave paralisi, anche ferite lievi potrebbero potenzialmente uccidere Lincoln. Mentre lavora su come trovare la terza vittima, Amelia suggerisce che il Collezionista di Ossa potrebbe aver modificato il suo Modus operandi, da cui Lincoln deduce che i suoi indizi puntano a due luoghi separati. Sellito ne prende uno mentre Amelia va all'altro. Trova e salva la vittima, ma la squadra è comunque consapevole che il Collezionista di Ossa colpirà di nuovo presto ora che ha "perso" il gioco. Lincoln decide di passare all'offensiva dichiarando pubblicamente la sua intenzione di assicurare il Collezionista alla giustizia. Lui e la squadra concordano sul fatto che devono scavare nel suo passato per scoprire chi è veramente.

## Finché morte non ci separi
- Titolo originale: Til Death Do Us Part
- Diretto da: Lisa Demaine
- Scritto da: Amy Lambert

Lincoln sorprende la squadra chiedendo loro di indagare su un omicidio in cui il sospettato è un amico della sua ex moglie, Naia. Sebbene tutte le prove indichino che il marito sia il responsabile, Amelia lo interroga e ammette di credere che anche lei potrebbe essere innocente. Attraverso ricerche e analisi approfondite, la squadra giunge a due conclusioni: la vittima dell'omicidio corrisponde a molte altre, il che indica l'opera di un serial killer, e tutte le vittime hanno utilizzato lo stesso marchio di server domestico, consentendo all'assassino di tracciare i loro movimenti tramite hacking. Kate ed Eric scoprono il nome dell'assassino, Garrett Harrison, un uomo che è ossessionato dall'omicidio della propria madre da parte del padre e si sente obbligato a ricrearlo su coppie che litigano. Harrison insegue il suo prossimo obiettivo e Lincoln determina l'indirizzo. Mentre Sellitto riesce a trovare e salvare la vittima, Amelia dà la caccia a Harrison, che cerca di pugnalarla piuttosto che fuggire. Riesce a sparare un colpo alla cieca, che lo colpisce e lo rende inabile. In seguito, fa visita a Lincoln per riprendere le indagini sul Collezionista di ossa; Nel frattempo, il Collezionista si rende conto che sua moglie sta scoprendo i suoi crimini e decide di dirle la verità.

## Requiem
- Titolo originale: Requiem
- Diretto da: Brad Anderson
- Scritto da: V.J. Boyd

La ricerca del Collezionista di Ossa viene interrotta quando un attentatore minaccia la città, chiedendo a una coppia benestante, i Vaughn, di ammettere pubblicamente la propria responsabilità per un incendio in uno dei loro edifici in cui hanno perso la vita quaranta persone. La squadra cambia marcia e indaga sull'attentato, che sembra irrisolvibile perché la scena del crimine è una "stanza chiusa a chiave", inaccessibile a qualsiasi possibile sospettato. Lincoln determina che la bomba è stata spostata attraverso le fogne, il che porta Amelia in una trappola; con la guida di Lincoln, scappa con una carica di termite fatta in casa. Sellitto la sfida a rischiare la vita perché teme di perdere un altro partner. I Vaughn fanno la loro confessione mentre Lincoln manda la polizia a casa dell'attentatore. Lui si rifiuta di parlare, ma Amelia indovina dove si trova l'ultima bomba: piazzata per uccidere il giovane figlio dei Vaughn, Simon. Sellitto le permette di convincere la donna del grilletto e salvare la vita di Simon, guadagnandosi il diritto di unirsi a lui e Lincoln per il loro tradizionale drink celebrativo. Il Collezionista di Ossa lega la moglie, ma scopre di non poterla né uccidere né liberare. Concludendo che non c'è altra scelta, la libera e poi la uccide spezzandole il collo.

## Peccato originale
- Titolo originale: Original Sin
- Diretto da: Jon Amiel
- Scritto da: Nichel di John Paul

Teresa Martinez, figlia di un ricco filantropo candidato al Congresso, viene rapita per un riscatto di due milioni di dollari. Lincoln nota che i rapimenti sono "un animale diverso" rispetto agli omicidi, dando ad Amelia una nuova idea su come espandere la sua ricerca del Collezionista di ossa. La squadra riesce a dedurre che un membro dello staff della campagna di Martinez era coinvolto nel rapimento, ma quando la trovano gravemente ferita, scoprono che il vero colpevole è il suo fratellastro, che è disperato per pagare i suoi debiti di gioco. Il dito di Teresa viene inviato come prova di vita e Kate lo analizza, rivelando la fabbrica in cui è tenuta prigioniera. Lincoln escogita un piano per usare il gas azoto per rendere incoscienti i rapitori, ma uno di loro riesce a rimanere sveglio; Sellitto è costretto a ucciderlo. Teresa viene salvata e riportata da suo padre. Amelia usa vecchi fascicoli per trovare il nome di un uomo rapito dal Collezionista di ossa, James Asher, che è riuscito a fuggire. Lo intervista, scoprendo il vero nome del Collezionista: Peter Taylor. Lincoln si rende conto di aver incontrato Taylor anni prima. Il Collezionista, avendo saputo della sopravvivenza di Asher, lo vede parlare con Amelia.

## Guerra aperta
- Titolo originale: Open Warfare
- Diretto da: Steve Shill
- Scritto da: Justin Boyd e Jamey Perry

La squadra segue il Collezionista di Ossa fino a casa sua, ma trova solo il corpo della moglie e indizi che portano a un nuovo gioco. Seguono i primi indizi fino alla vecchia palestra di Lincoln, ma trovano Cutter, morente per una ferita mortale inflitta tra la perquisizione della casa di Taylor e la sua partenza dall'appartamento di Lincoln. Cutter si sacrifica per far scattare le trappole sulla scena in modo che la squadra possa recuperare gli indizi. Quando la famiglia di Lincoln viene a fargli visita, Castillo li porta in un rifugio, ma la squadra si rende presto conto che il secondo set di indizi punta all'hotel dove Sellito ha tenuto un ricevimento di nozze in cui Lincoln era testimone di nozze. Trovano Sellitto vivo sul tetto dell'hotel, ma dopo aver trovato solo due indizi, si rendono conto che Sellitto è il terzo indizio quando crolla per avvelenamento da belladonna. Sachs si rende conto che il terzo indizio riguarda la tavola calda in cui sono stati uccisi i suoi genitori, ma quando ci va, fa esplodere una bomba a tempo, mentre Lincoln e Claire vengono messi all'angolo da Peter Taylor.

## La sfida continua
- Titolo originale: Mano a Mano
- Diretto da: Gary Fleder
- Scritto da: Jon Cowan e Lauren Greer

Sachs riesce a fingere la sua morte sul luogo della bomba mentre Lincoln finge una crisi epilettica per dare a Claire la possibilità di combattere Taylor. Una volta uscito dall'ospedale, Sellitto si rende conto che Taylor aveva una fonte nel dipartimento che lo aveva informato delle loro indagini, ma quando rintracciano la fonte, è stato torturato per aver avuto accesso al sistema informatico del dipartimento, che include i registri dell'auto della pattuglia che portava in salvo Naia e Camden. Sachs e Sellitto arrivano all'auto in tempo per trovare Castillo appena prima che muoia, ma mentre riflettono sulla loro prossima mossa, Sellitto si rende conto che Castillo è stato in grado di passare il suo smartwatch a Naia prima di morire. Con quel nuovo indizio, la squadra riesce a rintracciare Naia in uno stabilimento di confezionamento della carne e poi a rintracciare Taylor nel magazzino dove Lincoln era paralizzato. Lincoln è costretto ad andare nel magazzino da solo, attrezzato con il solito sistema di telecamere di Sachs, ma riesce a far parlare Taylor, che spiega di provare risentimento nei confronti di Lincoln perché, mentre erano entrambi all'accademia, hanno risolto lo stesso caso di prova nello stesso momento, ma Lincoln ha dato la risposta al professore appena prima di Taylor, letteralmente spingendolo da parte. La squadra riesce a interrompere il dispositivo di segnalazione di Taylor prima che possa azionare la botola per far cadere Camden, mentre Taylor si pugnala con un paralitico quando cerca di distruggere la telecamera di Lincoln, il quale, con gli altri agenti di polizia arrestano finalmente il Collezionista di ossa. Al funerale di Castillo, la squadra riceve un pacco che Taylor ha inviato come indizio finale, che contiene un telefono che squilla quando trovano il pacco, l'oratore si congratula con Lincoln e la sua squadra per l'arresto del Collezionista di ossa e propone loro un nuovo gioco prima che una donna cada dal tetto per atterrare su un'auto lì vicino.